# Cotorra d'El Oro
La cotorra d'El Oro (Pyrrhura orcesi) és una espècie d'ocell de la família dels psitàcids que habita la selva humida de l'oest de l'Equador.